# Petrotyx sanguineus
Petrotyx sanguineus е вид лъчеперка от семейство Ophidiidae. Видът не е застрашен от изчезване.

## Разпространение
Разпространен е в Барбадос, Бахамски острови, Белиз, Британски Вирджински острови, Панама, САЩ (Флорида), Тринидад и Тобаго и Ямайка.